# Safia guapila
Safia guapila är en fjärilsart som beskrevs av William Schaus 1912. Safia guapila ingår i släktet Safia och familjen nattflyn. Inga underarter finns listade.